# Ordre maçonnique mixte international « le Droit humain »
Pour les articles homonymes, voir Droit humain.
L'ordre maçonnique mixte international « le Droit humain » ou le Droit humain international est une obédience maçonnique mixte fondée en 1901, évolution structurelle à vocation internationale de la première obédience mixte fondée en 1893 par Georges Martin et Maria Deraismes sous le nom de « Grande Loge Symbolique Écossaise de France : Le Droit humain ». Créée pour affirmer l'égalité de l'homme et de la femme devant l'initiation maçonnique, et permettre l'accession des femmes en franc-maçonnerie sans restriction, l'obédience est en 2016 présente dans plus de 60 pays dans le monde, et sur les cinq continents.

## Histoire

### Fondation

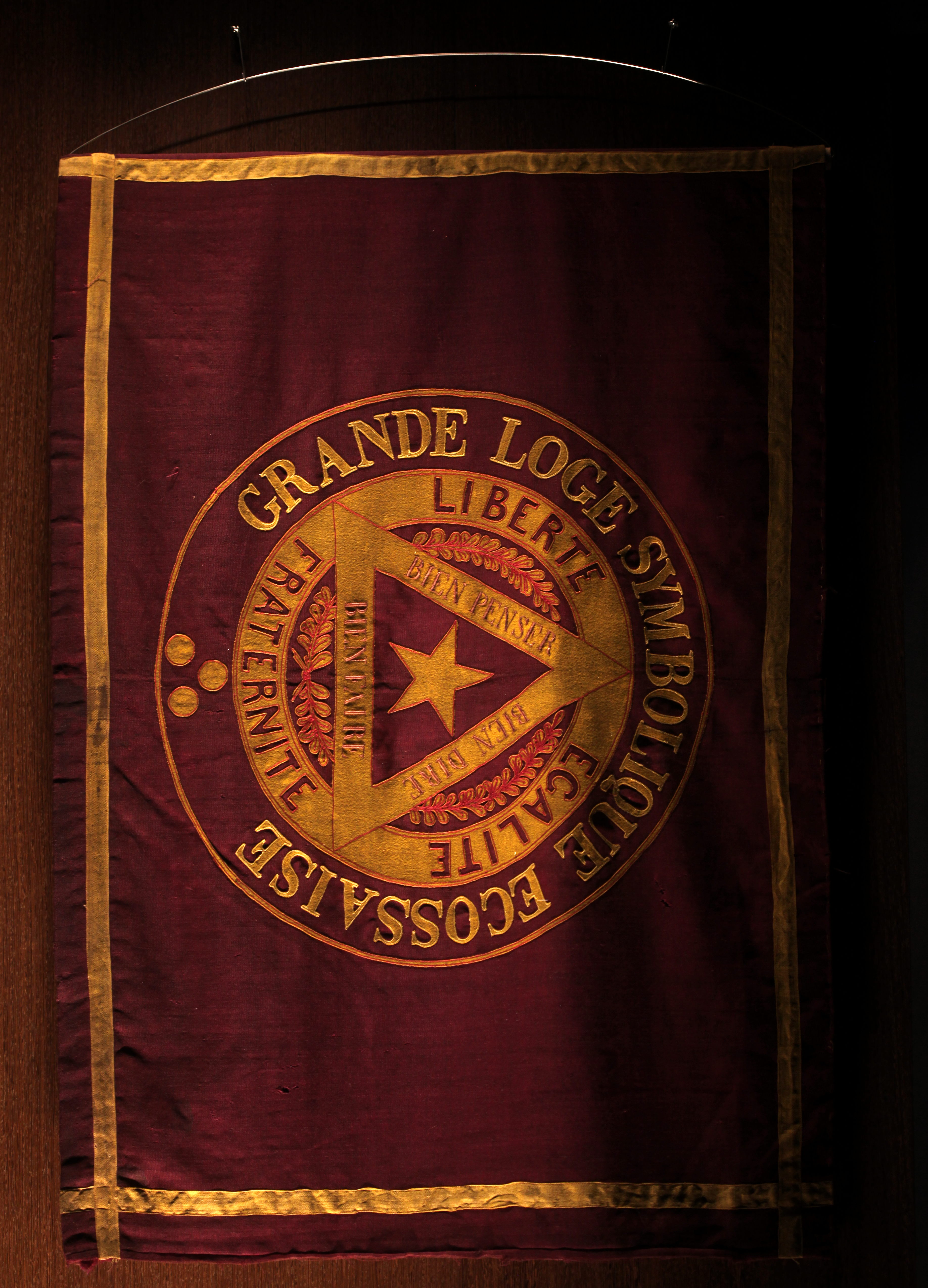
Bannière originale de la GLSE.

En 1880, douze loges maçonniques rompent avec la Grande Loge centrale du Suprême Conseil de France, regroupant les loges des trois premiers degrés rattachées au Suprême Conseil de France. Elles constituent alors une nouvelle obédience, sous le nom de Grande Loge symbolique écossaise. Certaines de ces loges approuvent le principe de l'initiation des femmes, mais ne peuvent aller plus loin.
La loge « Les Libres Penseurs » du Pecq, qui fait partie des loges fondatrices, proclame son autonomie le 9 janvier 1882, afin d'initier le 14 janvier 1882, selon les pratiques du Rite écossais ancien et accepté, Maria Deraismes, journaliste et militante féministe, remarquée par les frères pour ses talents de conférencière et son engagement militant pour la reconnaissance des droits des femmes et des enfants.
Maria Deraismes devient la première femme française admise dans une loge masculine. Les difficultés que connaît la loge après cette initiation, défrayant la chronique maçonnique, poussent quinze membres à signer une demande de réintégration à la Grande Loge symbolique écossaise (GLSE), choix qui amène à l'exclusion du frère Houbron. La réintégration de la loge « Les Libres Penseurs » est actée en 1884. Maria Deraismes reste franc-maçonne sans loge d'appartenance pendant près de douze années.
Georges Martin, porté par ses convictions humanistes et féministes, continue de réclamer et d'argumenter pour une initiation égalitaire des femmes dans la franc-maçonnerie. Appuyant ses convictions, lors de conférences maçonniques, sur la place que tiennent celles-ci dans la société, la famille et l'éducation. En janvier 1890, il expose un projet de création de loge mixte qualifiée d’expérimentale sous le titre « Droit des femmes » et sollicite l'avis de la GLSE. Si quelques loges se montrent favorables à cette création, le conseil exécutif de l'obédience y oppose un refus officiel. Il élabore alors avec Maria Deraismes la mise en œuvre d'une structure indépendante pour recevoir des femmes.
Après plusieurs rencontres informelles de préparation entre 1891 et 1893, se tient le 14 mars 1893 la première réunion qui va aboutir à la création d'une nouvelle obédience en France. Dans ces réunions qui prennent la forme de tenues maçonniques, et revêtue de son cordon de maître, Maria Deraismes initie et élève successivement aux grades de compagnon puis de maître seize profanes. Toutes sont des femmes engagées dans les luttes d'émancipation et dans la défense des valeurs républicaines. Georges Martin est symboliquement affilié à cette loge féminine « sauvage ». Le 4 avril 1893, les quinze sœurs présentes et Georges Martin, tous membres fondateurs, installent au Rite écossais, la première obédience maçonnique mixte du monde. Elle prend le nom de « Grande Loge symbolique écossaise le Droit humain » (GLSE-DH). Maria Deraismes est élue première présidente de l’obédience qu'elle déclare ouverte à tous, sans distinction de races, de sexes ou de religions.
La reconnaissance nécessaire pour pérenniser et étendre la franc-maçonnerie mixte du Droit humain s'accomplit non sans difficultés dans le premier quart du XXe siècle. La création d'un « Suprême conseil universel mixte » voulu par Georges Martin se réalise avec l'aide discrète du franc-maçon féministe Joseph Décembre porteur du 33e du Rite écossais ancien et accepté. Cette création permet au Droit humain de se structurer pour devenir une puissance maçonnique à vocation internationale et donne la possibilité aux membres de l'ordre d'accomplir leur parcours maçonnique du premier au dernier degré dans l'obédience. Le 11 mai 1901, l'Ordre maçonnique mixte international « le Droit humain » (OMNI) publie ses constitutions et devient l'organisme central qui délivre les patentes constitutives aux fédérations nationales.

### Fondateurs
Les fondateurs de la première loge mixte qui prend le nom de Grande Loge Symbolique écossaise de France « Le Droit humain », qui devient en 1901 l'Ordre maçonnique mixte international « Le Droit Humain », sont, : 
- Maria Deraismes ;
- Georges Martin ;
- Marie Béquet de Vienne ;
- Louise David[13] ;
- Charlotte Duval ;
- Anna Féresse-Deraisme (sœur de Maria) ;
- Élisa Lévy-Maurice ;
- Maria Arundale-Martin (sœur aînée de Francesca Arundale) ;
- Irma Lâiné dite Marie-Georges Martin (épouse de Georges Martin) ;
- Florestine Mauriceau (sœur d'Eliska Vincent) première femme administratrice d'un bureau de bienfaisance à Paris en 1896 ;
- Julie Pasquier, trésorière de la Fédération française des Sociétés féminines ;
- Dr Marie Pierre (sœur d'Eugénie Potonié-Pierre) ;
- Myrtille Rengnet (sœur de Maria Pognon) membre de la Ligue du bien public ;
- Clémence Royer ;
- Eliska Vincent ;
- Louisa Wiggishoff, vice-présidente de la Société pour l'amélioration du sort de la femme ;
- Marguerite Cremnitz.

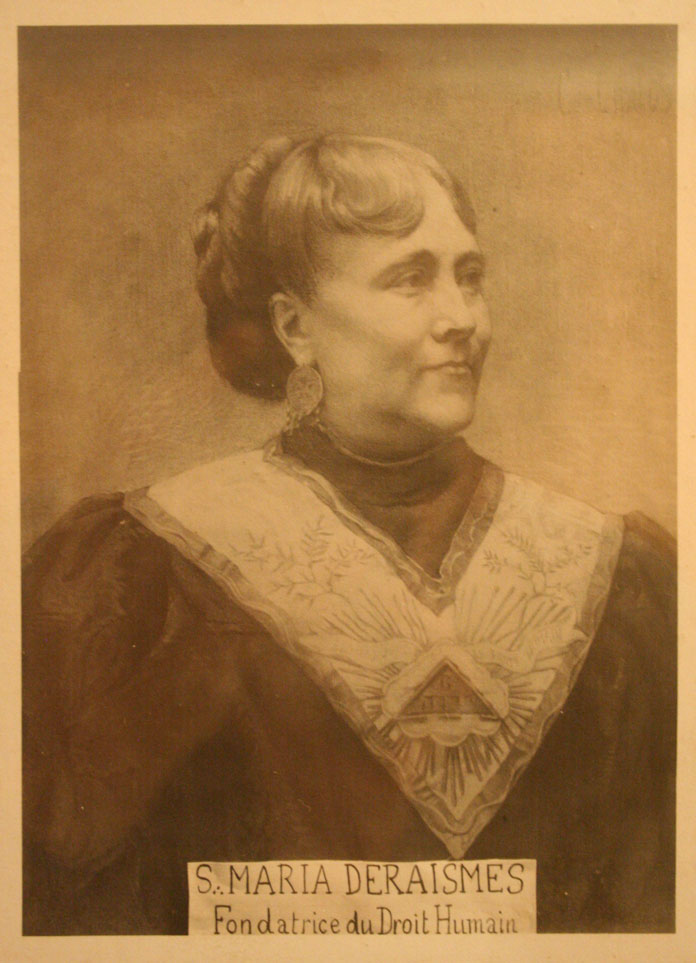
Maria Deraismes
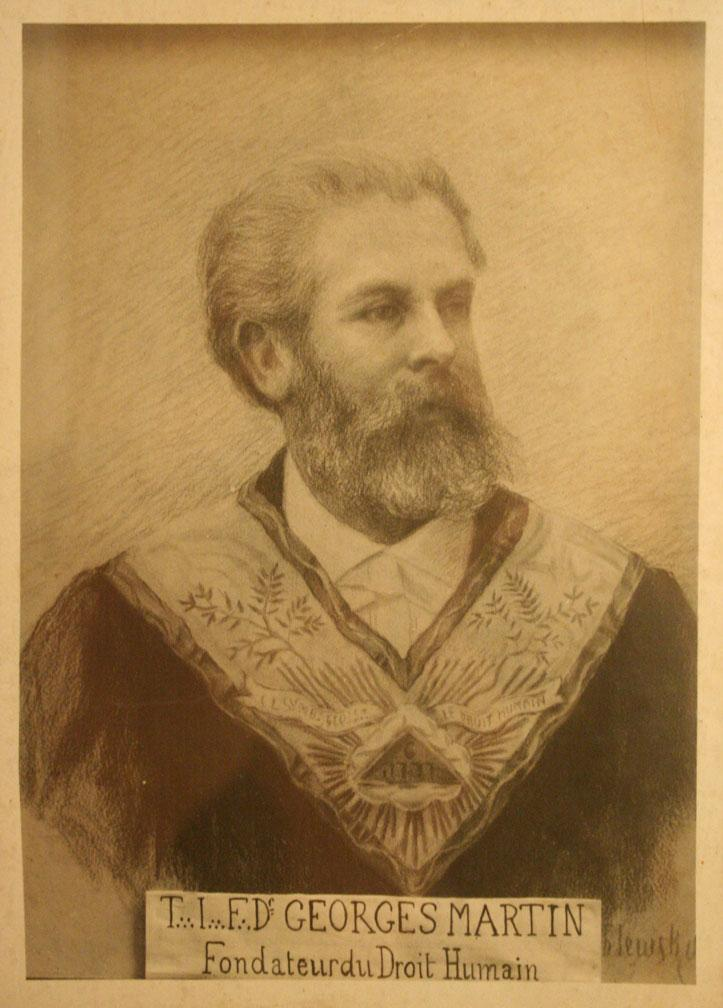
Georges Martin
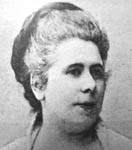
Marie Béquet de Vienne
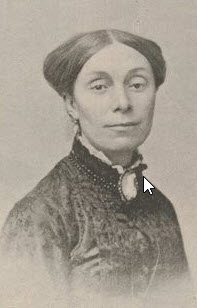
Maria Arundale-Martin
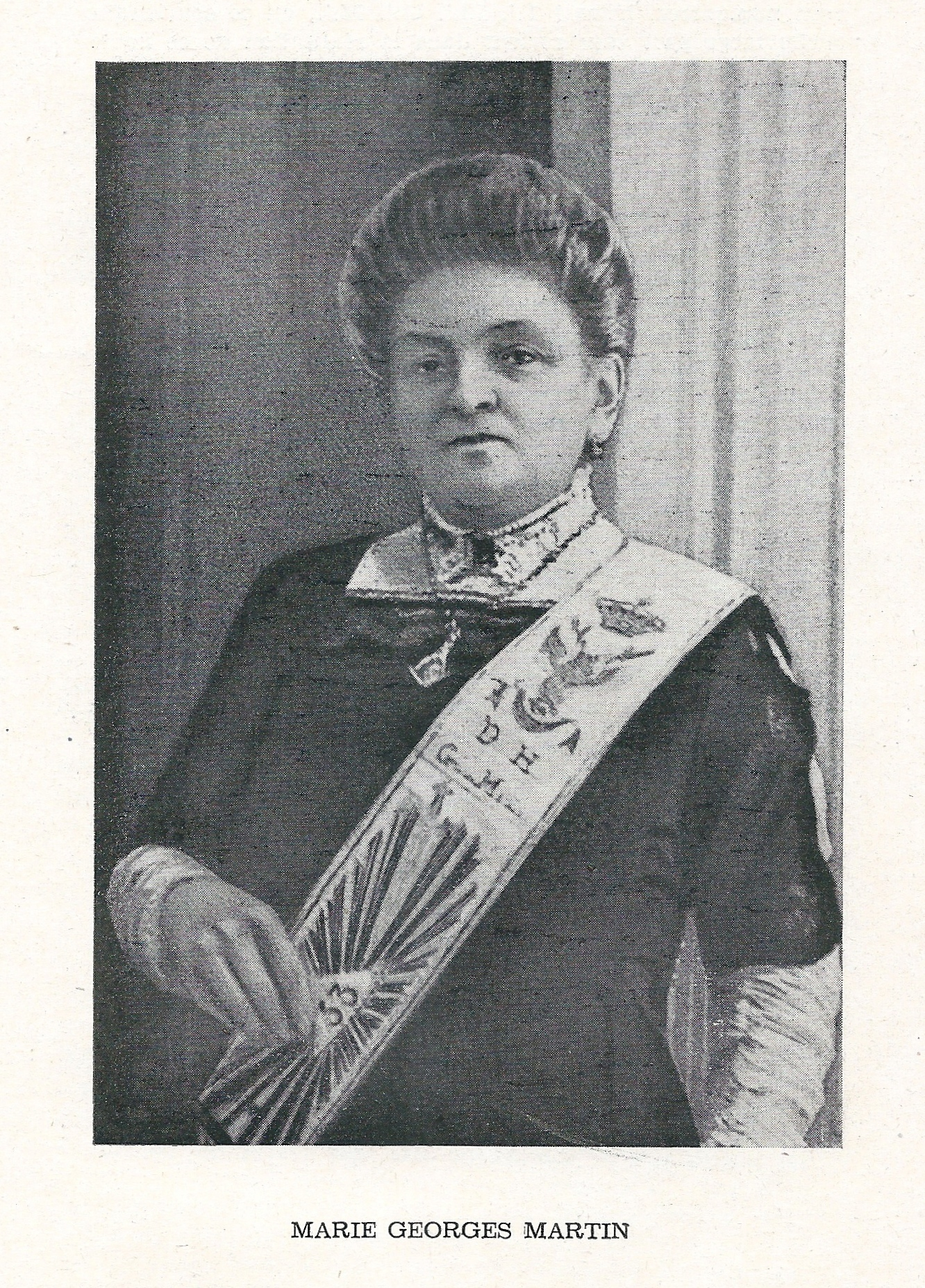
Marie-Georges Martin
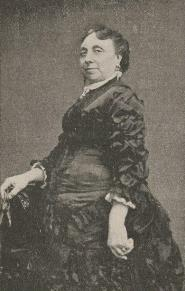
Anna Féresse-Deraismes
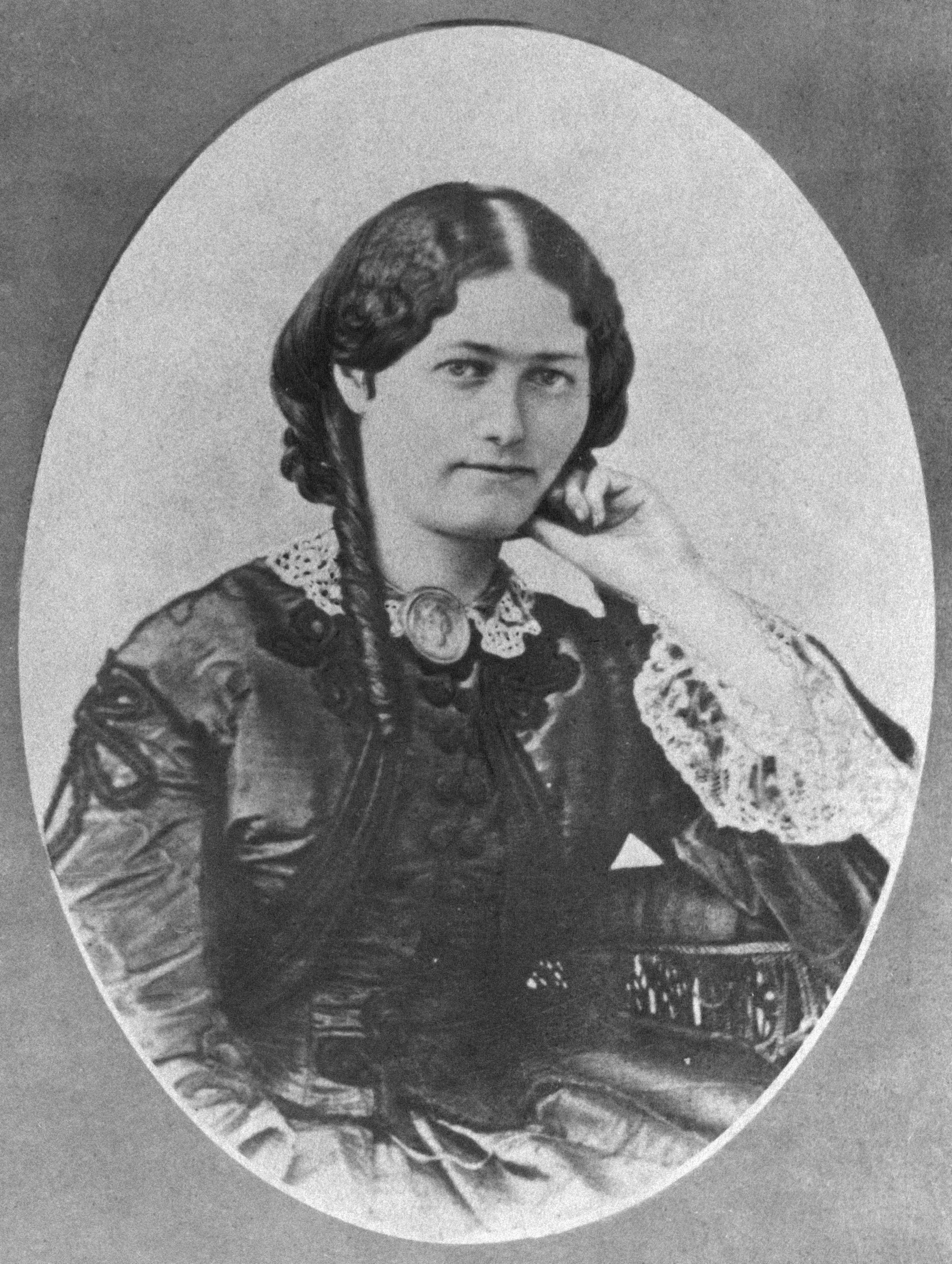
Clémence Royer
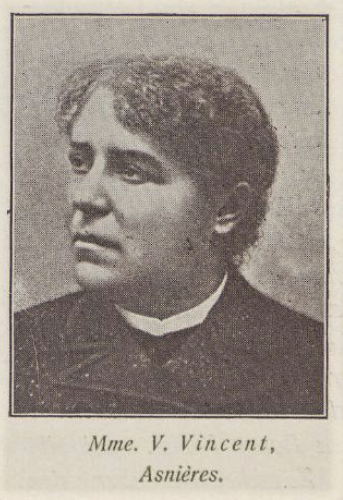
Eliska Vincent

### 1ercollège des officiers
Le premier collège des officiers de loge maçonnique est constitué par :
- Vénérable maître : Maria Deraismes
- Vénérable d’honneur : Clémence Royer
- Premier surveillant : Marie Béquet de Vienne
- Deuxième surveillant : Marie-Georges Martin
- Orateur : Georges Martin
- Secrétaire : Maria Arundale-Martin
- Trésorier : Anna Féresse-Deraismes
- Hospitalier : Élisa Lévy-Maurice
- Grand expert : Julie Pasquier
- Premier expert : Florestine Mauriceau
- Deuxième expert : Eliska Vincent
- Maître des cérémonies : Louisa Wiggishoff

## Fonctionnement

### Principes
En créant « Le Droit humain », les fondateurs affirment l'égalité de l'homme et de la femme devant l'initiation maçonnique. Leur volonté est également de transcender, par-delà les frontières, les ethnies, les cultures et les religions.
Depuis, le Droit humain s'étend sur tous les continents où il œuvre pour les droits de la femme et de la citoyenne. Il comporte des fédérations, juridictions et loges pionnières en fonction de l'importance de son développement dans les différents pays. Son but est de rapprocher et de défendre de façon égale les deux moitiés du genre humain qui ont les mêmes besoins et les mêmes intérêts, dans la famille comme dans la société. Il s'agit pour lui de dépasser les particularismes, germes de ségrégation, d'exclusion et de barbarie et de lutter pour la Paix entre les nations.
Le Droit humain se distingue des autres obédiences maçonniques françaises par trois spécificités : « La mixité - l'internationalisme - la continuité initiatique des 33 degrés du REAA ».
Le siège social de l'ordre est situé à Paris, au 5 rue Jules-Breton, dans le 13e arrondissement.

### Constitution et règlement général
Le Droit humain s'est doté d'une Constitution internationale affirmant ses valeurs. La première version fut promulguée au convent international de 1920.

### Liste des dirigeants du Droit humain
Depuis sa création l'ordre est dirigé par un grand maître élu : 

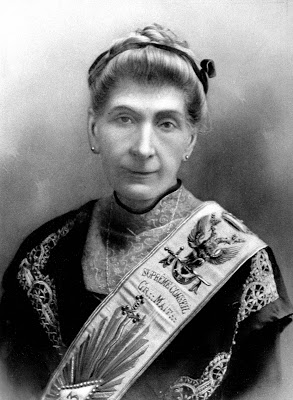
Marie Bonnevial

- 1903 à 1914 : Marie-Georges Martin (1850 - 1914). Épouse de Georges Martin et premier grand maître de l'ordre[16].
- 1914 à 1918 : Marie Bonnevial (1841 - 1918). Institutrice, militante socialiste et présidente de la Ligue pour le droit des femmes.
- 1918 à 1928 : Eugène Piron (1863 - 1928). Autodidacte chimiste, militant socialiste et premier président du Conseil de la Fédération française en 1921[17].
- 1928 à 1934 : Lucien Lévi (1882 - 1935). Chimiste et enseignant à Angers.
- 1934 à 1947 : Henri Petit (1868 - 1955). Expert en assurance et président du Conseil de la Fédération française en 1928.
- 1947 à 1954 : Marguerite Martin (1877 - 1956). Initiée à la Grande Loge mixte symbolique de France[18], elle assure la reprise des activités du Droit Humain au lendemain de la guerre.
- 1954 à 1969 : Charles Cambillard (1892 -1986). Professeur d'anglais, il consolide l'ordre et assure son expansion[19].
- 1969 à 1976 : André Clément (1897 - 1986). Initié au Grand Orient de France, il crée le Grand Conseil de la Fédération française en 1939[20].
- 1976 à 1990 : Jacques Choisez (1910 - 1998), ingénieur belge, fondateur du premier centre de planning familial de Belgique, il assure deux mandats[21].
- 1990 à 1997 : Marc Grosjean (1918-2012), historien et syndicaliste militant, initié au Grand Orient de France[22].
- 1997 à 2007 : Njördur Njardvik (né en 1936), Islandais, docteur en philologie et universitaire.
- 2007 à 2012 : Danièle Juette, médecin psychiatre, ancienne présidente du conseil national et grand maître adjoint.
- 2012 à 2017 : Yvette Ramon, institutrice, conférencière et ancienne présidente du Grand Conseil de la Fédération française[23].
- 2017 à 2022 : Daniel Bolens, de la Fédération suisse « Le Droit Humain »[24],[25].
- Depuis 2022 : René Motro, professeur émérite à l'université de Montpellier[26].

### Le Suprême Conseil universel mixte «le Droit humain»
La conservation des principes de l'Ordre Maçonnique mixte international « Le Droit humain » est confiée au Suprême Conseil, seule autorité initiatique pour l'ordre tout entier.
Il désigne, auprès de chaque fédération (ou juridiction) du Droit humain son représentant national, un « Très Puissant Grand Commandeur », qui est l'intermédiaire obligé entre la fédération, les organismes nationaux et le Suprême Conseil.

### Rites du Droit humain

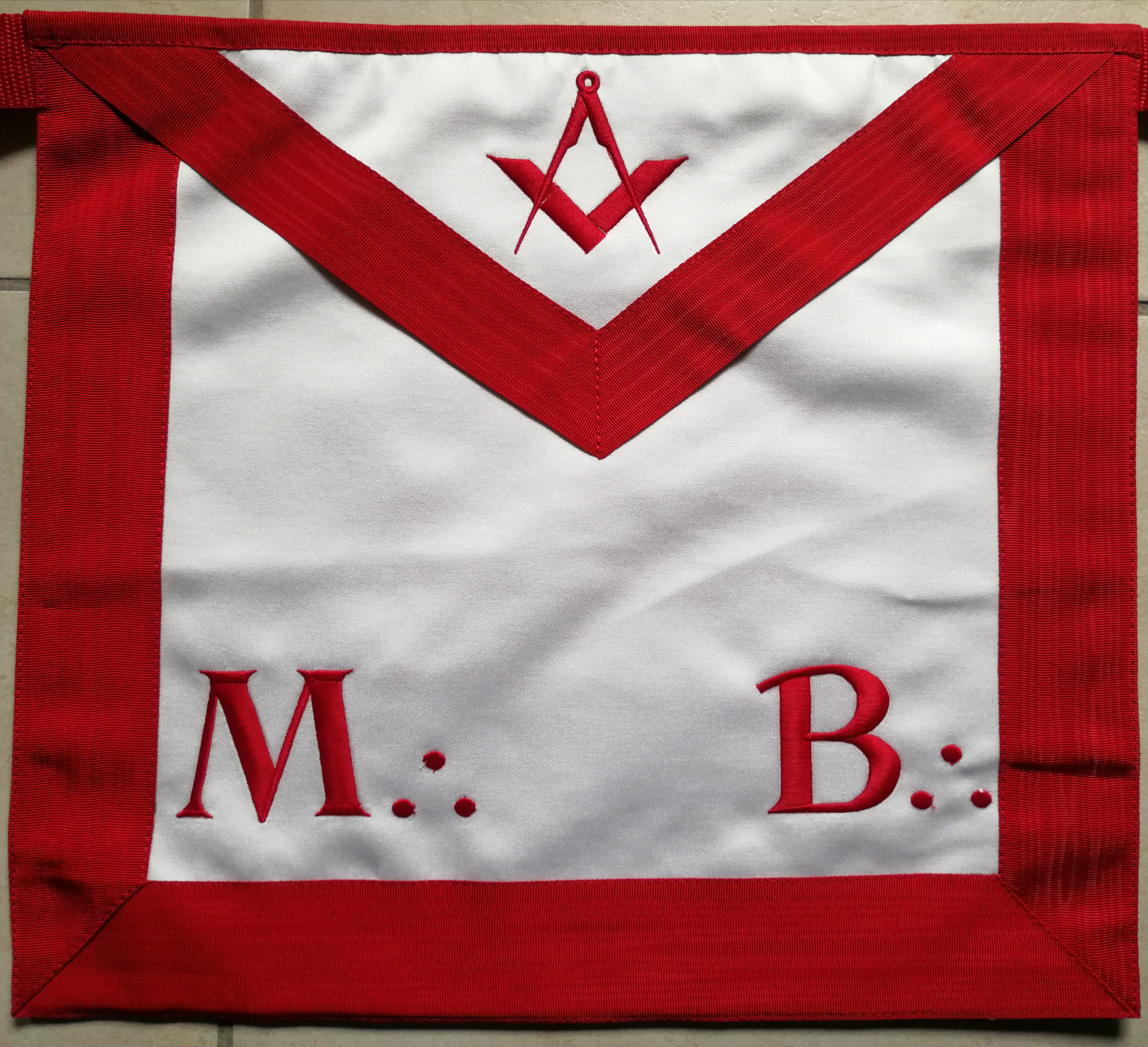
Tablier maçonnique au grade de Maître du Rite écossais ancien et accepté.

L'Ordre maçonnique mixte du Droit humain est fondé sur la structure complète du Rite écossais ancien et accepté dont les 33 degrés culminent dans un Suprême Conseil. Toutefois, le caractère international du Droit humain a conduit celui-ci à prendre en considération les rites pratiqués ailleurs qu'en France, en particulier dans les pays où s'est développée la franc-maçonnerie anglo-saxonne. Ainsi, le Rite émulation (ou Rite Anglais), avec ses diverses variantes, est très répandu dans les pays sous influence anglo-saxonne.

### Pratique des «hauts grades maçonniques»
L'ordre, conformément aux fondements mêmes de l'Écossisme, est structuré du 1er au 33e degré sans discontinuité dans la voie initiatique. En France, la gestion administrative des grades symboliques est déléguée à un Conseil national, et celle des hauts grades (du 4e au 30e) à la commission des hauts grades (membres du Conseil National dotés du 30e degré et délégués du Grand Conseil).

## Présence internationale
Aujourd'hui l'ordre international couvre les cinq continents avec un total de 816 loges implantées dans plus de 60 pays :
- en Afrique : Maroc (Rabat), Bénin (Cotonou), Rwanda, Sénégal (Dakar), Congo, Côte d'Ivoire, Cameroun (Douala, Yaoundé), Togo, Nigéria, Tchad, Mali, Burkina Faso, Guinée, Afrique du Sud (Le Cap, Durban, Johannesbourg, Pretoria), La Réunion, Madagascar, Île Maurice ;
- en Amérique : Canada (Montréal, Québec, Sherbrooke, Toronto), États-Unis, Mexique, Guadeloupe, Martinique, Guyane, Brésil, Argentine, Chili (Santiago, Valparaiso), Colombie, Paraguay, Pérou, Uruguay, Venezuela ;
- en Asie-Océanie : Liban, Israël, Japon ; Australie, Nouvelle-Calédonie, Tahiti ; Philippines
- en Europe : Islande, Finlande, Danemark, Suède, Norvège, France, Belgique, Luxembourg, Grande-Bretagne, Suisse, Allemagne, Autriche, Italie, Espagne, Portugal, Lituanie, Estonie, Bulgarie, Roumanie, République Tchèque, République Slovaque, Pays-Bas, Pologne, Hongrie, Grèce, Chypre (Nicosie), Russie.

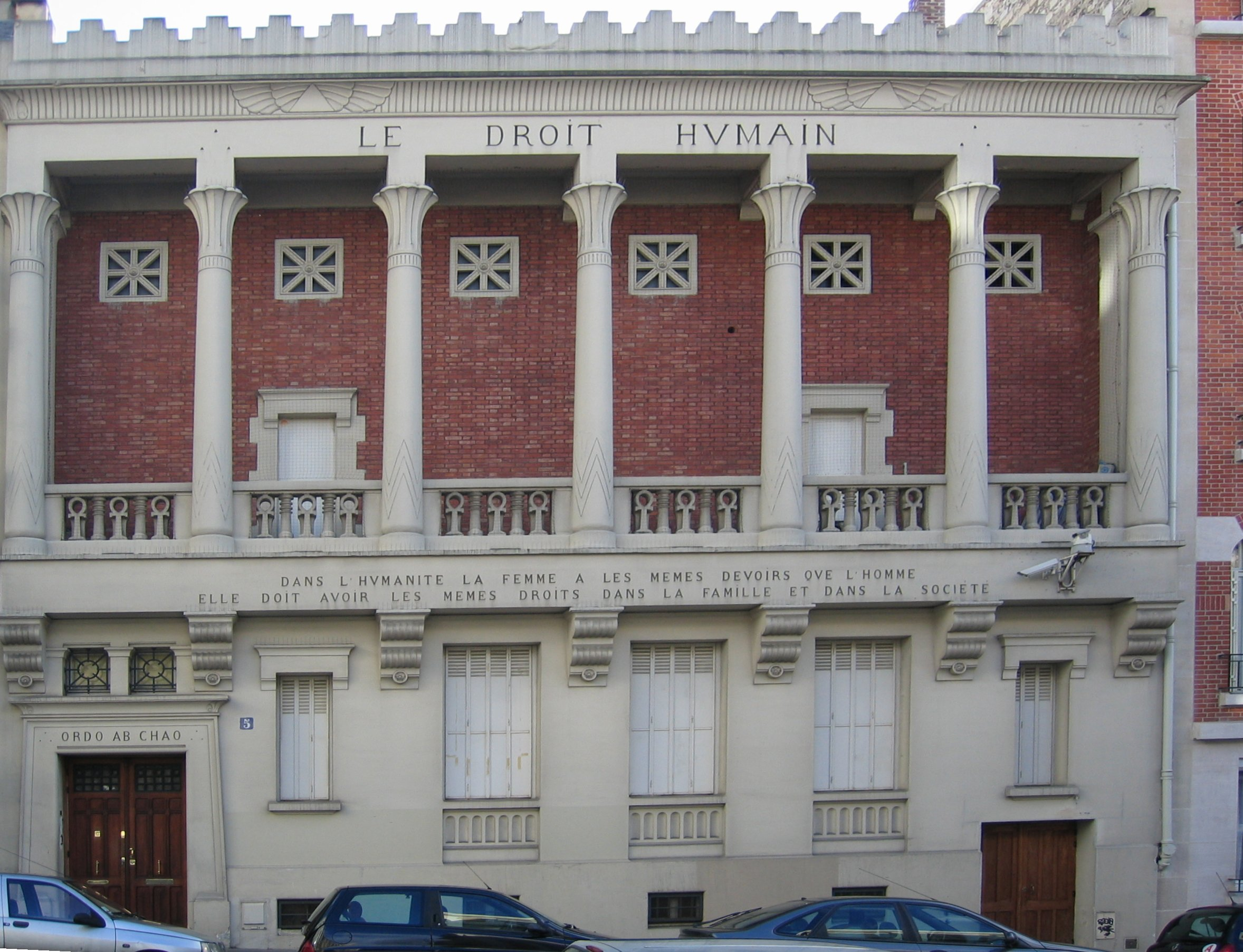
Siège de l'Ordre maçonnique mixte international « le Droit humain », au 5, rue Jules-Breton, Paris 13e

## Classement aux monuments historiques
Au Journal officiel du 8 mai 2014 : "Paris 13e arr. – Le siège du Droit humain international sis 5, rue Jules-Breton, en totalité (cad. AR. 36, cf. plan annexé à l’arrêté) : inscription par arrêté du 1er juin 2013." Cet immeuble était la demeure de Georges Martin, le cofondateur de l'Ordre (legs).
Ce bâtiment construit entre 1912 et 1914 est l’œuvre de Charles Nizet (1841-1925), architecte honoraire de la ville de Paris. L’Égypte était à la mode à cette époque comme en témoigne le Palais de l’Égypte qui a été érigé à l'occasion de l'Exposition universelle de Paris de 1900 et qui a peut-être inspiré l'architecte. La façade soutenue par des colonnes palmiformes, est ornée de triangles ailés qui symbolisent Horus.
Plusieurs inscriptions ornent la façade :
- « LE DROIT HVMAIN ».
- « DANS L'HVMANITE LA FEMME A LES MEMES DEVOIRS QVE L'HOMME ELLE DOIT AVOIR LES MÊMES DROITS DANS LA FAMILLE ET DANS LA SOCIETE »
- Au-dessus de la porte d'entrée la devise de l'Ordre : « ORDO AB CHAO ».